# Cantonul Châteauroux-Sud
Cantonul Châteauroux-Sud este un canton din arondismentul Châteauroux, departamentul Indre, regiunea Centru, Franța.